# Pötzling (Gemeinde Natternbach)
Pötzling ist ein Ortsteil der oberösterreichischen Marktgemeinde Natternbach im Bezirk Grieskirchen. 

## Geografie
Die Streusiedlung liegt etwa drei Kilometer nordwestlich von Natternbach auf einer Höhe von 541 m ü. A. Naturräumlich befindet sich Pötzling im südöstlichen Bereich des Sauwaldes und ein wenig nordöstlich des hier etwa südostwärts laufenden Natternbaches, der ein linker Zufluss des Leitenbaches ist. Im Jahr 2018 zählte Pötzling 42 Einwohner.